# Gonia kolomyetzi
Gonia kolomyetzi är en tvåvingeart som beskrevs av Louis-Paul Mesnil 1963. Gonia kolomyetzi ingår i släktet Gonia och familjen parasitflugor. Inga underarter finns listade i Catalogue of Life.